# Pachliopta aristolochiae

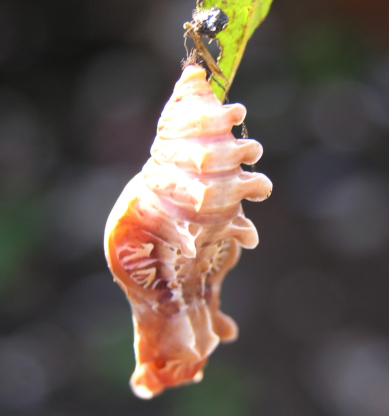
Puppe

Pachliopta aristolochiae (Syn. Atrophaneura aristolochiae), zuweilen auch Gewöhnliche Rose genannt, ist ein in Asien vorkommender Schmetterling (Tagfalter) aus der Familie der Ritterfalter (Papilionidae).

## Beschreibung

### Falter
Die Flügelspannweite der Falter beträgt 65 bis 85 Millimeter. Alle Flügel haben eine schwarze Grundfarbe, die Hinterflügel tragen Schwanzfortsätze. Auf der Oberseite der Vorderflügel hebt sich ein helles strahlenförmiges Muster ab. Zwischen den Geschlechtern besteht ein leichter Sexualdimorphismus. Bei den Weibchen befinden sich auf der Hinterflügeloberseite einige markante rote und weiße Flecke, die bei den Männchen meist stark reduziert sind oder vollständig fehlen. Die Unterseiten zeigen in unterschiedlicher Intensität alle Merkmale der Oberseite. Kopf, Flügelansatz und Teile des Hinterleibes sind überwiegend rot gefärbt.

### Struktur der Flügel und Anwendung auf die Solartechnologie
Die schwarzen Flügel von Pachliopta aristolochiae sind mit mikro- und nanostrukturierten Schuppen bedeckt, die das Sonnenlicht über einen großen Spektral- und Winkelbereich nahezu vollständig absorbieren. Dabei zeigte sich, dass die Schuppen mit winzigen, unregelmäßigen Löchern in der Größenordnung von 300 Nanometern versehen sind. Da diese Erkenntnisse für die Anwendung in der Photovoltaik-Technik besonders interessant sind, wurden weitere eingehende Analysen der Mikro- und Nanostrukturen durchgeführt. Zusätzlich zu Mikrospektroskopie-Experimenten wurden dreidimensionale optische Simulationen der exakten Skalenstruktur durchgeführt. Im Vergleich zu glatten Oberflächen ergaben Halbleiter, die nach dem Prinzip der Schmetterlingsflügel hergestellt wurden, eine Steigerung des Absorptionsvermögens um 90 % bei senkrechtem Einfallswinkel sowie um bis zu 200 % bei großen Einfallswinkeln. Weitere Versuche mit Dünnschichtsolarzellen aus amorphem Silicium sind geplant. Sollten sich die Ergebnisse und Wirkungsgradsteigerungen großtechnisch bestätigen, wäre eine kostengünstige Alternative zu den relativ teuren kristallinen Solarzellen verfügbar.

### Raupe
Ausgewachsene Raupen sind schwarzbraun gefärbt und auf der gesamten Körperoberfläche mit vielen rötlichen Tuberkeln  versehen. Auffällig ist ein weißer Ring hinter dem dritten Körpersegment.

### Puppe
Die Puppe ist rötlich braun gefärbt und zeigt ein gewölbtes Profil, von dem sich einige Höcker abheben. Sie hängt mit einem Seidengürtel an einem Zweig oder ist am Kremaster mit einem Seidenpolster befestigt.

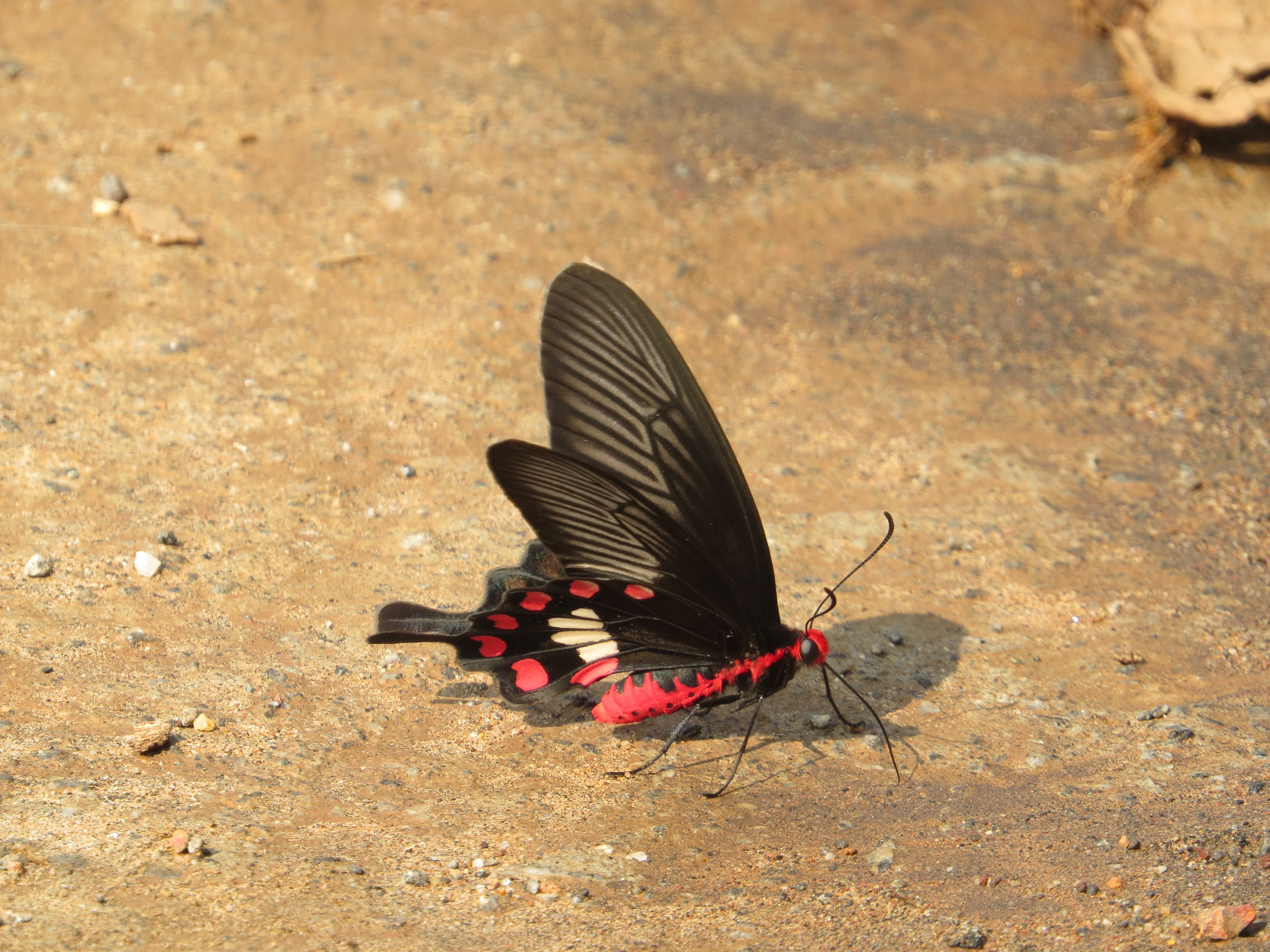
An feuchter Erdstelle saugender Falter
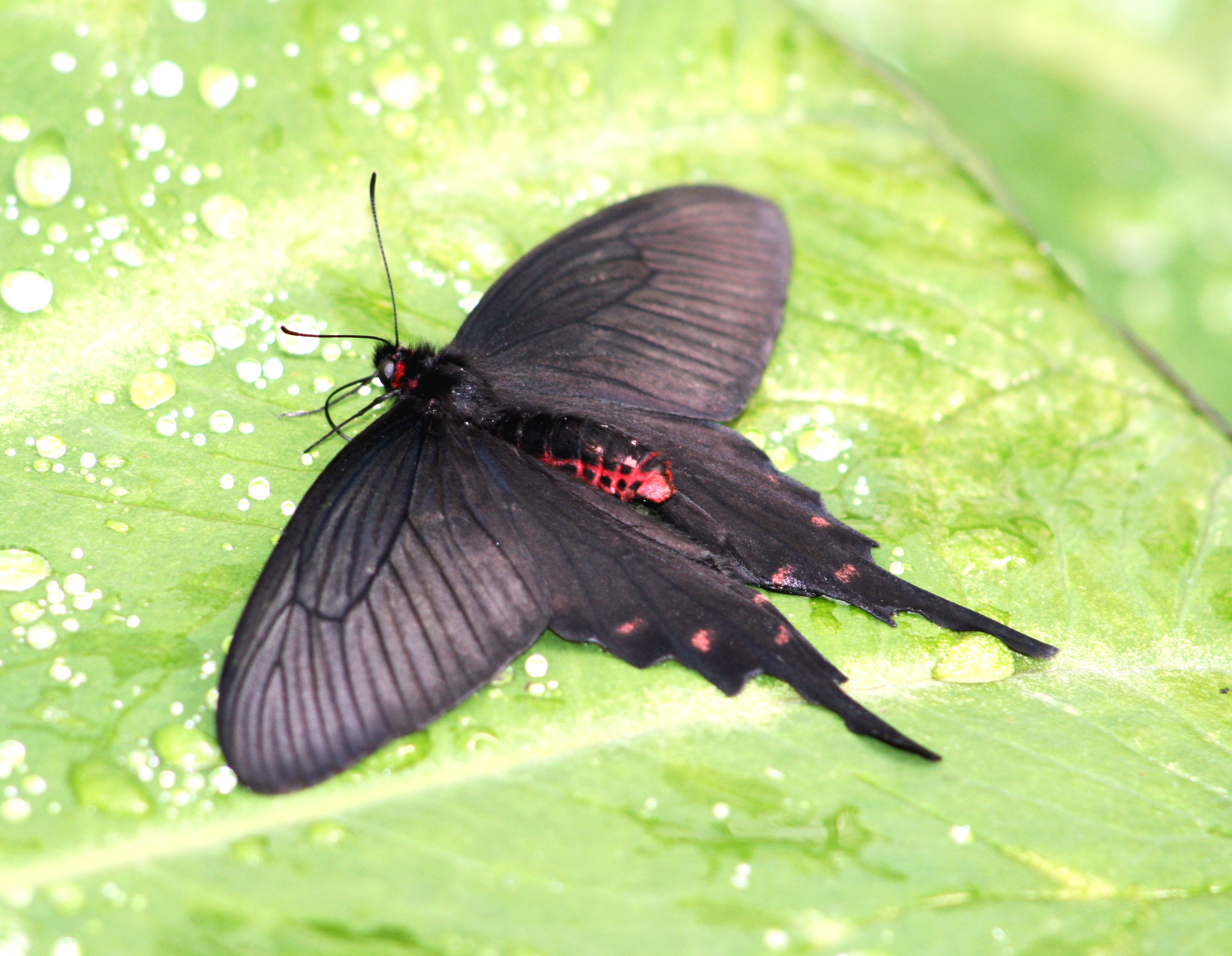
Männchen
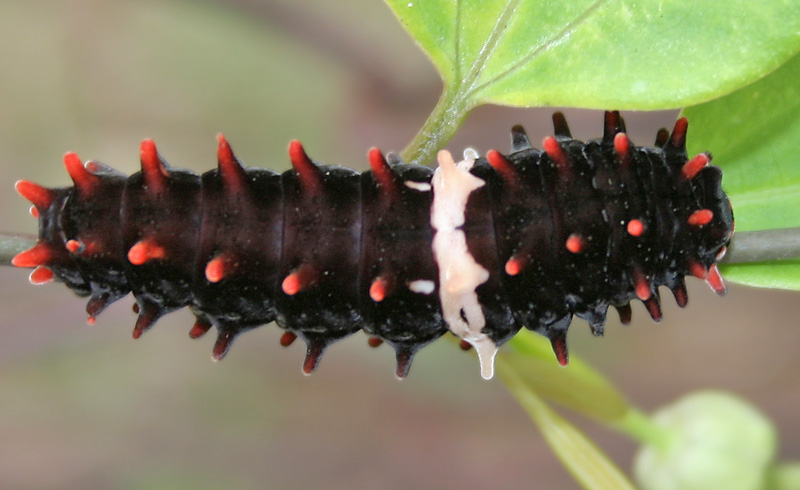
Ausgewachsene Raupe

## Verbreitung und Lebensraum
Das Verbreitungsgebiet von Pachliopta aristolochiae erstreckt sich von Java, Celebes und den Philippinen über Vietnam, Laos und Thailand bis nach Indien. Das nördliche Vorkommen reicht von Ostchina bis zur Inneren Mongolei. In den Verbreitungsgebieten werden 20 Unterarten genannt. Die Art lebt in vielen verschiedenen Lebensräumen, sofern die Nahrungspflanzen der Raupen vorhanden sind und ist auch in städtischen Gärten anzutreffen.

## Lebensweise
Die Falter fliegen in klimatisch günstigen Regionen in aufeinanderfolgenden Generationen. Sie besuchen zur Nektaraufnahme Blüten, Flüssigkeit und Mineralstoffe nehmen sie an feuchten Erdstellen auf. Weibchen legen die gelblich gefärbten Eier einzeln auf den Blättern der Nahrungspflanze ab. Dabei handelt es sich um verschiedene Pfeifenblumenarten (Aristolochia), von denen sich die Raupen dann ernähren.